# Figueiredo (Braga)
Figueiredo es una freguesia portuguesa perteneciente al municipio de Braga. Posee un área de 1,86 km² y una población total de 1 218 habitantes (2001). La densidad poblacional asciende a 654,8 hab/km².
- Datos: Q1411987